# رادیواکتیو (ترانه مارینا و دیاموندز)
«رادیو اکتیو» (به انگلیسی: Radioactive) تک‌آهنگی از هنرمند اهل بریتانیا مارینا و دیاموندز از دومین آلبوم استودیویی او قلب الکترا است که در ۲۳ سپتامبر ۲۰۱۱ منتشر شد.